# Orion (čokoládovna)
Orion je značka  švýcarské firmy Nestlé. Dříve, od roku 1924 do roku 1992 šlo o českou značku čokolády a cukrovinek. V letech 1928–1947 tvořila tato značka též název společnosti, která značku vlastnila: Orion, továrny na čokoládu, a. s., Praha se sídlem na Královských Vinohradech, v roce 1947 byla značka začleněna do národního podniku Pražské čokoládovny a výroba byla přesunuta do Modřan do továrny na čokoládu od jiného bývalého výrobce RUPA, po roce 1999 se výrobky této značky vyrábějí v Olomouci nebo v Maďarsku. V Modřanech zůstalo jen sídlo firmy Nestlé Česko.

## Historie

### Orion na Královských Vinohradech

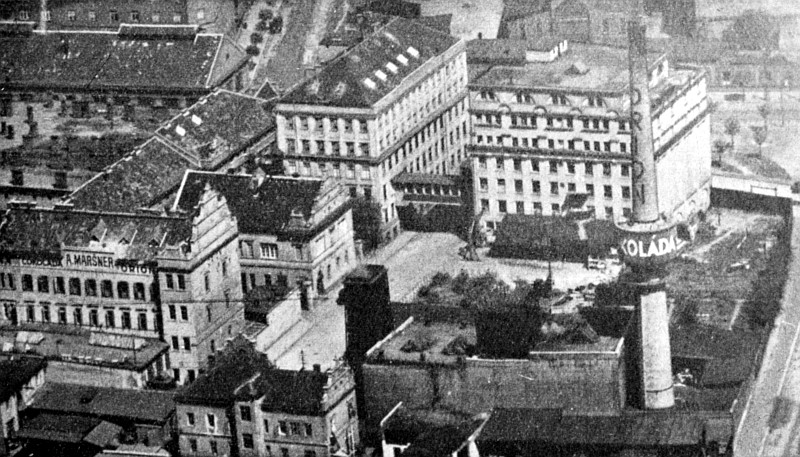
Vinohradská čokoládovna Orion v roce 1935

Cukrářskou firmu, z níž se později Orion vyvinul, založil František Maršner se svou ženou Albínou na Královských Vinohradech roku 1891 tím, že začal na primitivním ohništi ve sklepní dílně vařit turecký med. Postupně se výroba rozšiřovala o další orientální cukrovinky. Roku 1896 začali František a Albína Maršnerovi jednat o výstavbě nové továrny na Korunní třídě za měšťanským pivovarem, výstavba byla povolena roku 1897. Firma byla zapsána v obchodním rejstříku jako veřejná obchodní společnost pod názvem Továrna na orientálské cukrovinky F. Maršner, hlavní závod na Královských Vinohradech, odštěpný v Praze. Výroba byla ještě před Vánocemi roku 1897 rozšířena o zpracování kakaových bobů na čokoládu a čokoládové cukrovinky.
V roce 1901 byla ustavena akciová společnost pod názvem První česká akciová společnost továren na orientálské cukrovinky a čokoládu na Královských Vinohradech, která převzala veškerou podstatu firmy Albíny Maršnerové. Období první světové války firma úspěšně přežila a po válce svoji výrobu ztrojnásobila a dále rozšiřovala sortiment. Značku Orion začala společnost pro své výrobky používat roku 1924, název Orion, továrny na čokoládu, a. s., Praha byl přijat v roce 1928. Už v roce 1921 začal s firmou spolupracovat malíř a grafik Zdenek Rykr, který je autorem řady obalů a reklamních předmětů, mj. také modré čtyřcípé hvězdy.
Až do druhé světové války patřil Orion mezi nejznámější evropské výrobce čokolády a cukrovinek. Kolem 1500 zaměstnanců tu vařilo čokoládu, vyrábělo šuměnky, kakao, rumové pralinky, banány v čokoládě, kočičí jazýčky nebo kaštany.

### RUPA

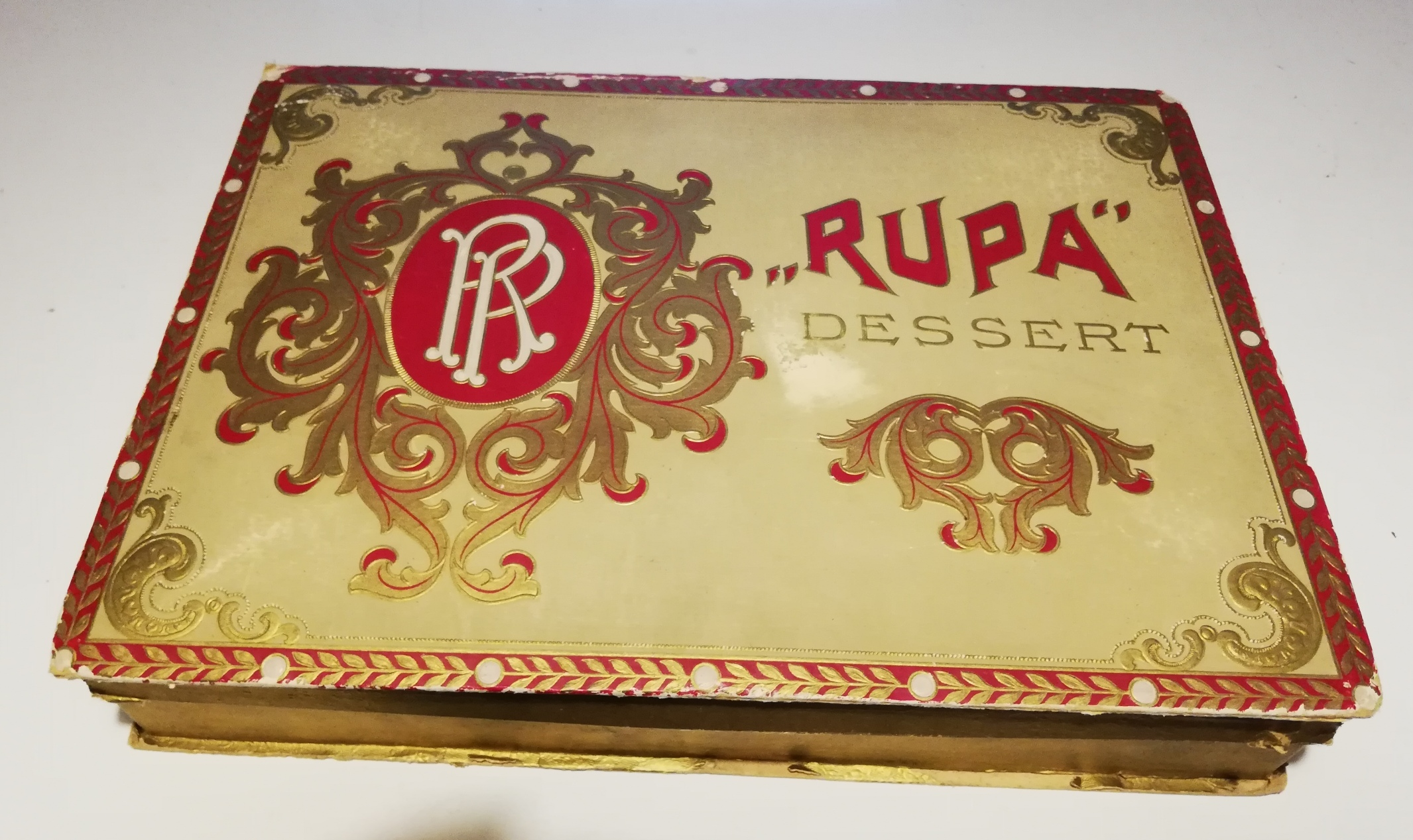
Papírová krabice od bonboniéry firmy RUPA

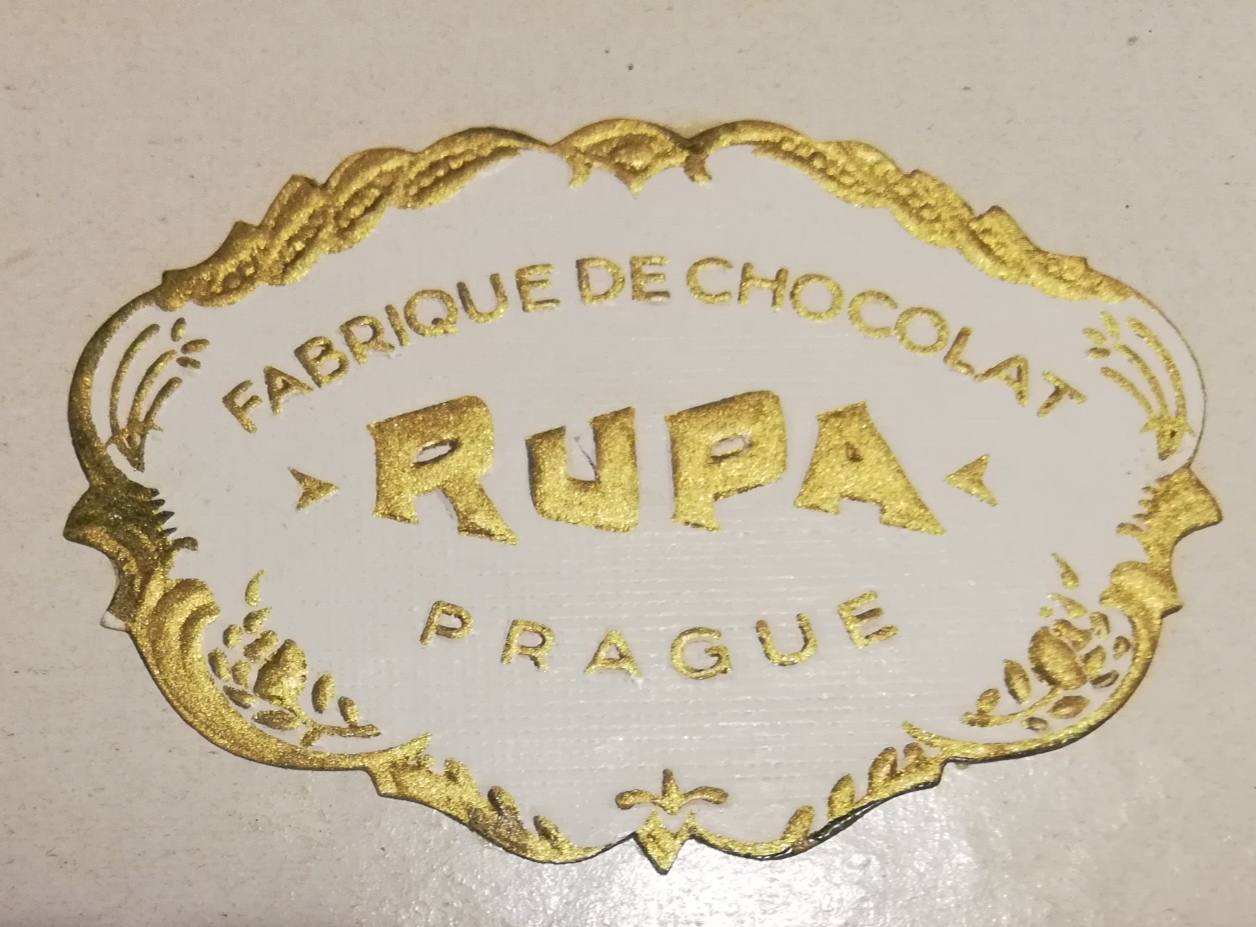
Emblém firmy RUPA na vnitřku víka krabice

Rudolf Pachl, původně obchodní zástupce továrny na čokoládu a cukrovinky O. Ruger v Podmoklích, v roce 1914 zřídil na Královských Vinohradech vlastní výrobu čokolády a cukrovinek. V roce 1917 přestěhoval výrobu do nového objektu na Palackého třídě v Nuslích, kde působil po dnázvem „Rudolf Pachl, továrna na čokoládu a cukrovinky Praha-Nusle“.
Začátkem července 1932 Rudolf Pachl koupil od firmy Damase Hobé Cie továrnu s pozemky v Modřanech v Riegrově ulici (nyní Darwinova), čp. 205, která byla založena roku 1902 a vystřídala se v ní pila, výroba dřevité vlny, slévárna, výroba zapalovačů, výroba marmelády a destilace likérů. Součástí areálu byla vila z roku 1897. Rudolf Pachl zde od 3. října 1932 zahájil s 200 zaměstnanci výrobu a pak postupně prováděl další přestavby a přístavby, vedení firmy zůstalo v Nuslích. V roce 1934 se firma přejmenovala na „RUPA, továrna na čokoládu a cukrovinky R. Pachl“, od 1. ledna 1936 převzal oba závody syn Jan Pachl.
V modřanské továrně pracovalo 400 až 700 zaměstnanců a firma zde vyráběla desítky druhů čokolád, čokoládových dezertů, kandytů, karamel, želé a trvanlivé pečivo. Koncem roku 1939 dosáhla firma počtu 180 prodejen, do nichž zavážela zboží převážně vlastními auty. V roce 1943 však zůstaly jen tři vlastní prodejny, v Praze, Brně a Plzni. V lednu 1944 byla výroba zastavena a prostory továrny pronajaty firmě Junkers, Flugzeug und Motorwerke, pro válečnou výrobu. Po válce oba závody opět získal Jan Pachl.

### Pražské čokoládovny
V dubnu 1947 byly čokoládovny RUPA i Orion znárodněny a začleněny do národního podniku Pražské čokoládovny. Jan Pachl po únoru 1948 odjel s rodinou do Kanady. Od 1. února 1949 byla v Modřanech obnovena výroba cukrovinek, avšak pouze ve dvou dílnách se 100 zaměstnanci. V roce 1949 bylo rozhodnuto o rušení menších pražských závodů a soustředění výroby do Modřan, roku 1952 byla jako poslední zavřena továrna bývalého Orionu na Vinohradech. Z uzavřených provozů sem byly převedeny stroje, někteří zaměstnanci a z Královských Vinohrad byla převzata i značka Orion. Kolem původního objektu byly vybudovány další budovy: výrobna čokoládových hmot, kotelna, kompresorovna, elektrárna a sociální zařízení pro zaměstnance, později ještě pětipatrová budova skladu a sila na kakaové boby a technickoprovozní budova. Instalováním moderních výrobních linek se výroba postupně specializovala na výrobu tabulkových čokolád (1971), čokoládových dezertů a pralinek (1975), vánočních kolekcí, velikonočních výrobků, litých bonbónů Bon Pari (1977) a čokoládových tyčinek (1980). V roce 1993 byla rekostruována výrobna čokoládových hmot, čímž dosáhla kvality odpovídající světovým standardům. Poslední významnou investiční akcí byl projekt zpracování kakaových bobů.
V původním areálu Orionky na Vinohradech se po roce 1947 usídlil Ústav sér a očkovacích látek SEVAC a přestavbami areál ztratil historickou hodnotu. V roce 2004 investor Sekyra Group koupil společnost Sevac a. s. a přišel se záměrem na přestavbu areálu bývalé Orionky na moderní obytný blok Rezidence Korunní. Areál byl do roku 2008 postupně zbourán, na jeho místě vznikla nová zástavba. Název Orionka si však podržela blízká zastávka autobusů a tramvají, a nově byl pak prostor u této křižovatky v září 2014 pojmenován jako náměstí U Orionky, což bylo i jednou z podmínek, kterou investorovi dala městská část.

Demolice areálu Orionky v roce 2008
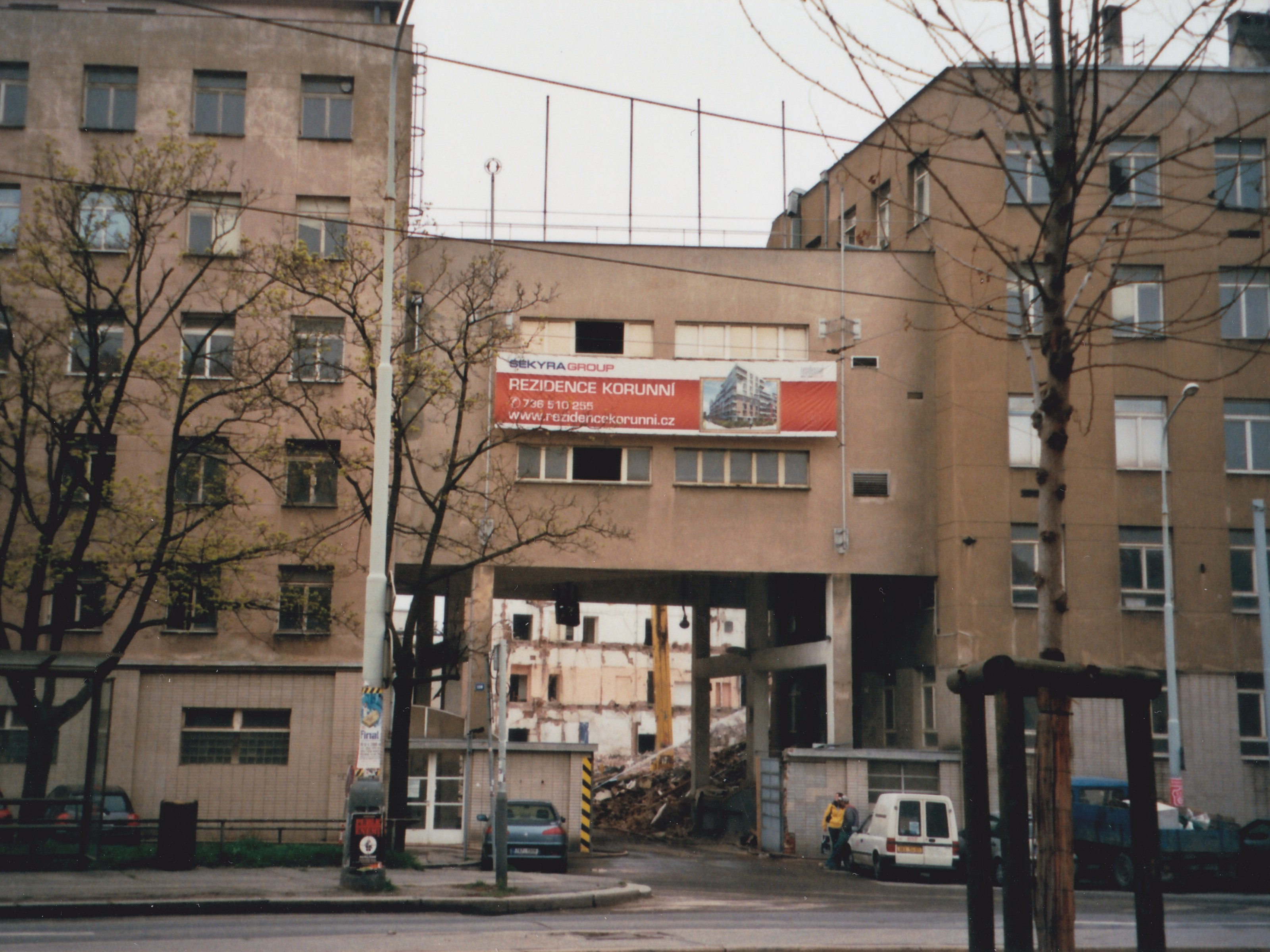
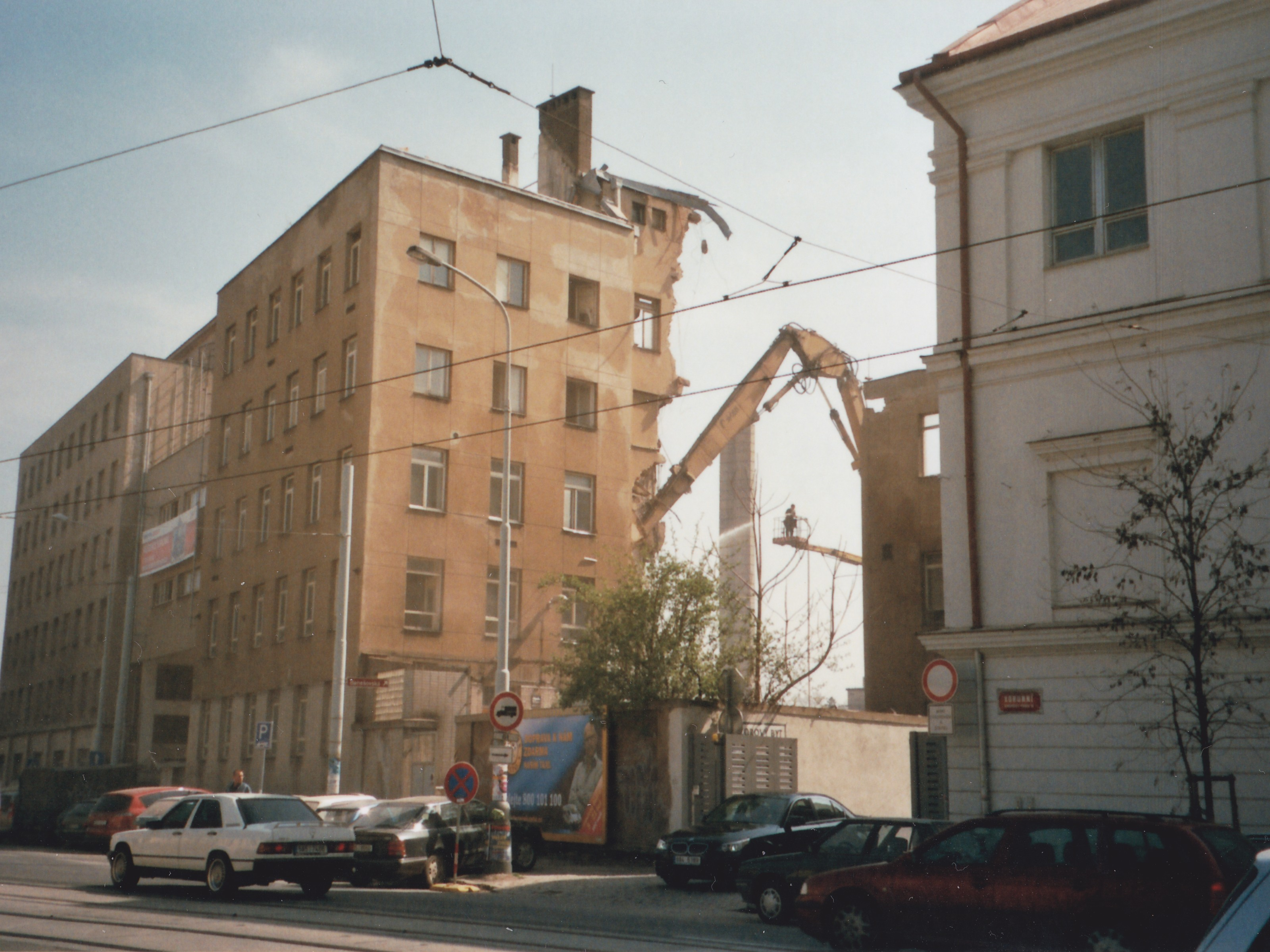
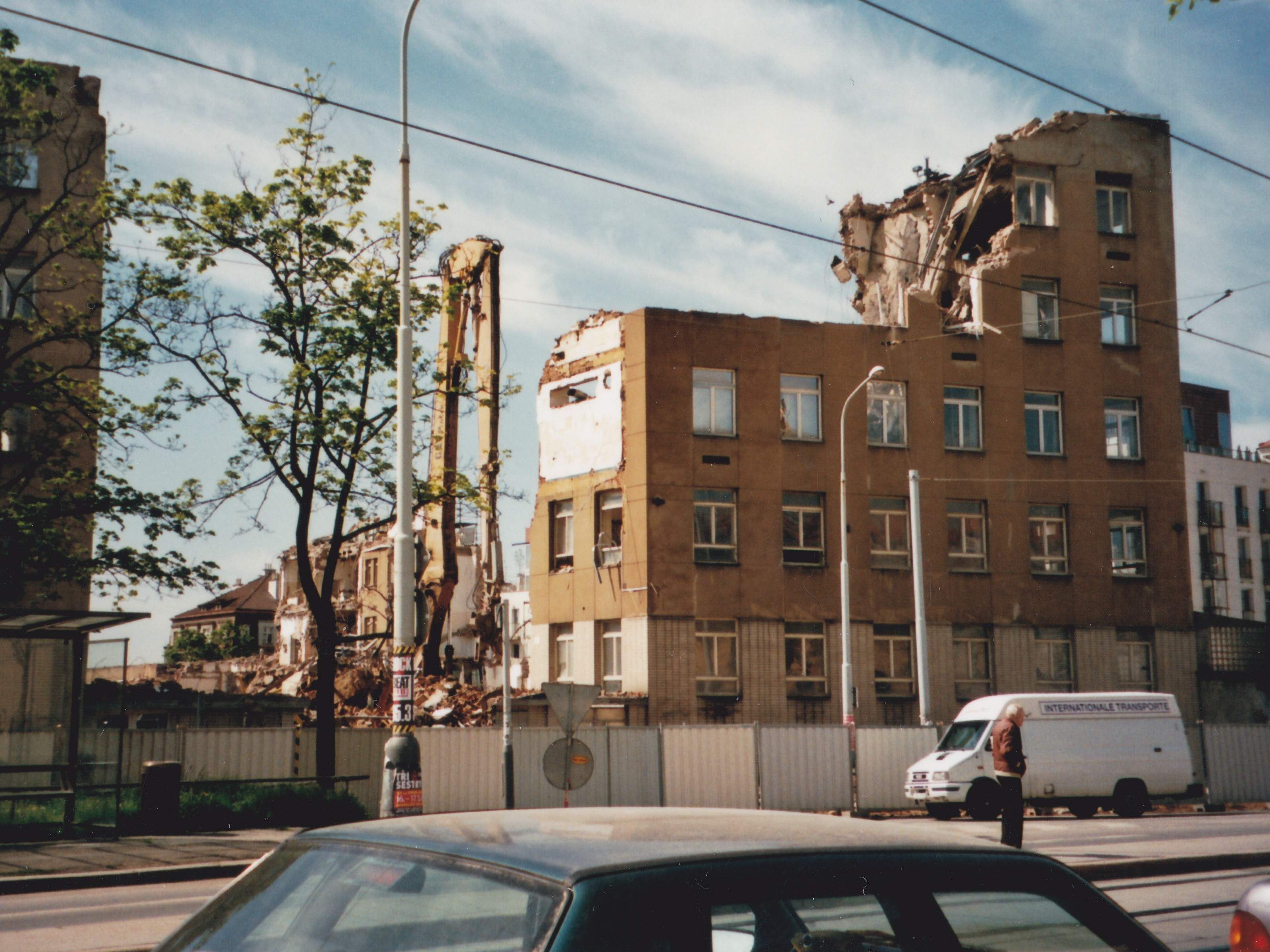
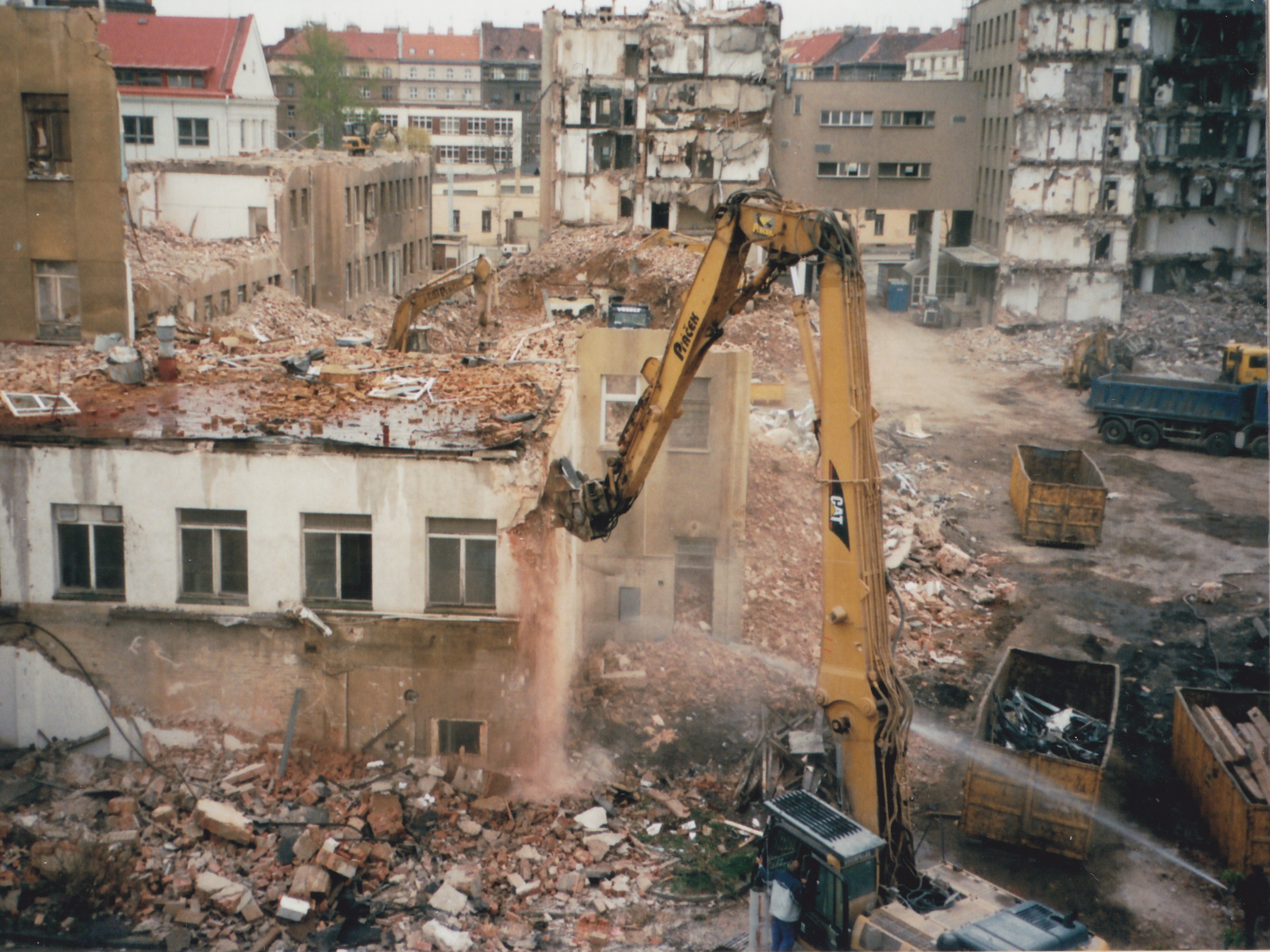

Podle zdroje, který zřejmě směšuje obě vinohradské čokoládovny, se Orionka přestěhovala do Modřan již ve 30. letech 20. století a na Vinohrady se poté přestěhoval n.p. Biogena, výrobce imunologických preparátů.

### Nestlé
Dnem 25. března 1991 se stal národní podnik Čokoládovny Praha státním podnikem a v roce 1992 došlo v rámci privatizace k vytvoření akciové společnosti Čokoládovny s podíly dvou zahraničních partnerů: Joint venture Danone group z Francie a Švýcarského Nestlé. Součástí akciové společnosti byly odštěpné závody:
- Čokoládovny, a.s., odštěpný závod DELI Lovosice, od r. 1999 akciová společnost Opavia (pod skupinou Danone a od roku 2007 pod Kraft Foods)
- Čokoládovny, a.s., odštěpný závod METEOR Praha-Karlín, v letech 1996-1999 Čokoládovny, a.s., odštěpný závod DELI Lovosice
- Čokoládovny, a.s., odštěpný závod MELARTOS Pardubice
- Čokoládovný, a.s., odštěpný závod LIPO Liberec, v r. 1999 Nestlé převedlo výrobu čokoládoven Velim do závodu Lipo v Liberci a nakonec zrušilo
- Čokoládovny, a.s., odštěpný závod ORION Praha-Modřany, od r. 1995 Čokoládovny, a.s., odštěpný závod LS Lomnice nad Popelkou
- Čokoládovny, a.s., odštěpný závod SFINX Holešov
- Čokoládovny, a.s., odštěpný závod DIANA Děčín, v letech 1995-1999 Čokoládovny, a.s., odštěpný závod SOJA Kolín, výroba r. 1999 ukončena
- Čokoládovny, a.s., odštěpný závod OPAVIA Opava, v roce 1999 převzala akciová společnost Opavia (pod skupinou Danone a od roku 2007 pod Kraft Foods), která převzala výrobu v bývalých závodech Opavia Opava, Deli Lovosice a Kolonáda v Mariánských Lázních
- Čokoládovny, a.s., odštěpný závod MARYŠA Rohatec, v letech 1996-1999 Čokoládovny, a.s. odštěpný závod KOLONÁDA Mariánské Lázně, společnost Opavia (pod skupinou Danone a od roku 2007 pod Kraft Foods)
- Čokoládovny, a.s., odštěpný závod ZORA Olomouc, v letech 1994-1996 Čokoládovny, a.s., odštěpný závod VELIM, v r. 1996 Nestlé závod ve Velimi zrušila a výrobu přenesla do Liberce (LIPO)
- Čokoládovny, a.s., odštěpný závod JITŘENKA Hradec Králové, výroba v r. 1999 zrušena[8][9]

V roce 1999 byla akciová společnost Čokoládovny vymazána z obchodního rejstříku. Výroba i se značkou Orion byla mezitím přenesena z Modřan do olomouckého závodu Zora, v Modřanech zůstalo především zpracování kakaových bobů. Jedním z posledních spotřebitelských výrobků, které se v Modřanech vyráběly, bylo kakao Granko. Při povodni v roce 2002 byl areál zaplaven, výrobu se ale podařilo ještě obnovit.
Na konci října 2004 byla v Modřanech zastavena výroba, na níž se v té době podílelo už jen něco přes 70 zaměstnanců. Firma Nestlé se rozhodla opustit jednoduché zpracování zemědělských surovin. Dva jiné závody na zpracování bobů, v britském Yorku a Hamburku, Nestlé prodala společnosti Cargill Incoroporated, o modřanský závod však tento kupec zájem neměl. Společnost Nestlé se rozhodla modřanskou továrnu prodat developerské firmě Sekyra Group, která celý tovární komplex zbourala a zahájila na něm výstavbu bytového komplexu, firma Nestlé si na části pozemku nechala do roku 2006 postavit administrativní budovu (Mezi vodami 2035/31) pro sídlo své české pobočky a tuto budovu si pronajímá.